# 제1회 G6 정상회의
제1회 G6 정상회의(1st G6 summit)는 1975년 11월 15일부터 11월 17일까지 프랑스 인근 랑부예 성에서 서방 선진국 6개국 정상들이 가진 회의이다. 이 회의를 시작으로 G7, G8 회의가 매년 개최된다.

## 설명
주요 6개국 정상회의(Group of Six, G6)는 부유한 선진공업국들의 수장 6명이 '비공식적으로' 개최한 회의로 그 근원은 1973년 미국 백악관에서 조지 프랫 슐츠의 소집하에 상기 선진 6개국 재무장관이 모여 경제문제 관련 회동을 가진 것에서 시작되었다. 이들은 백악관 난로 옆에서 사교적 모임을 가졌는데 1974년에도 같은 장소에서 회동을 가졌다. 이후 이들 중 국가 수장이 된 프랑스의 발레리 지스카르 데스탱과 서독의 헬무트 슈미트가 이 분위기를 잊지 못하여 이후에도 매년 6개국 정상이 개최지를 바꿔가면서 정기 모임을 갖자는 제의를 한다. 나머지 국가들이 여기에 동의 하면서 초대 회원국은 프랑스, 서독, 이탈리아, 일본, 영국, 미국의 6개국으로, 초대 개최장소는 프랑스 파리 근처의 랑부예로 결정되었다. 기존 국제 회의처럼 엄격 진지한 분위기를 타파하고 경제문제를 친목 모임 비슷한 분위기에서 다뤄보자는 취지였다. G6은 처음에는 다른 공식적인 국제기구들과 관계 없는 독립적 모임으로 기획되었다.

## 주요 G6 참가국
다음은 당시 참가국의 대표자격으로 참석한 정상들의 목록이다.
| 주요 G6 회원국 개최국과 개최국 수장명은 굵은 글씨로 표시. |          |                        |              |
| 참가국                                                    | 참가국   | 대표                   | 직책명       |
| 프랑스                                                    | 프랑스   | 발레리 지스카르 데스탱 | 대통령       |
| 서독                                                      | 서독     | 헬무트 슈미트          | 총리         |
| 이탈리아                                                  | 이탈리아 | 알도 모로              | 총리         |
| 일본                                                      | 일본     | 미키 다케오            | 내각총리대신 |
| 영국                                                      | 영국     | 해럴드 윌슨            | 총리         |
| 미국                                                      | 미국     | 제럴드 포드            | 대통령       |

## 의제
이 회의는 참가국 사이의 의견차이를 해소하는 자리로 마련되었으며 실제로 어려운 경제적 결정을 해야 하는 각국 정상들이 서로를 격려하기 위한 목적도 있었다. 이 회의에서 1930년대 이후 가장 심각했던 당시 세계 경제불황을 해결할 묘안은 나오지 않았다. 다만 보호무역의 철폐, 에너지 의존 문제, 경제성장 촉진 등 의제는 이후 수십 년에 걸쳐 주요국 정상회의에서 논의될 고정 주제가 된다.
회의에서 다룬 주요 의제는 다음과 같다.
- 세계 경제에 관한 의견 교환
- 민주주의의 정치적, 경제적 책임
- 상호의존적 발전 및 국제협력 촉진
- 인플레이션과 에너지 위기
- 실업문제와 경기회복
- 세계무역의 성장촉진
- 통화 안정
- 다변적 무역 협상
- 소련 및 동구권과의 경제적 관계
- 개발도상국들과의 협력관계 구축과 이해증진
- 국제 경제협업에 관한 회의
- 국제 기구들을 통한 상호협력

## 사진첩

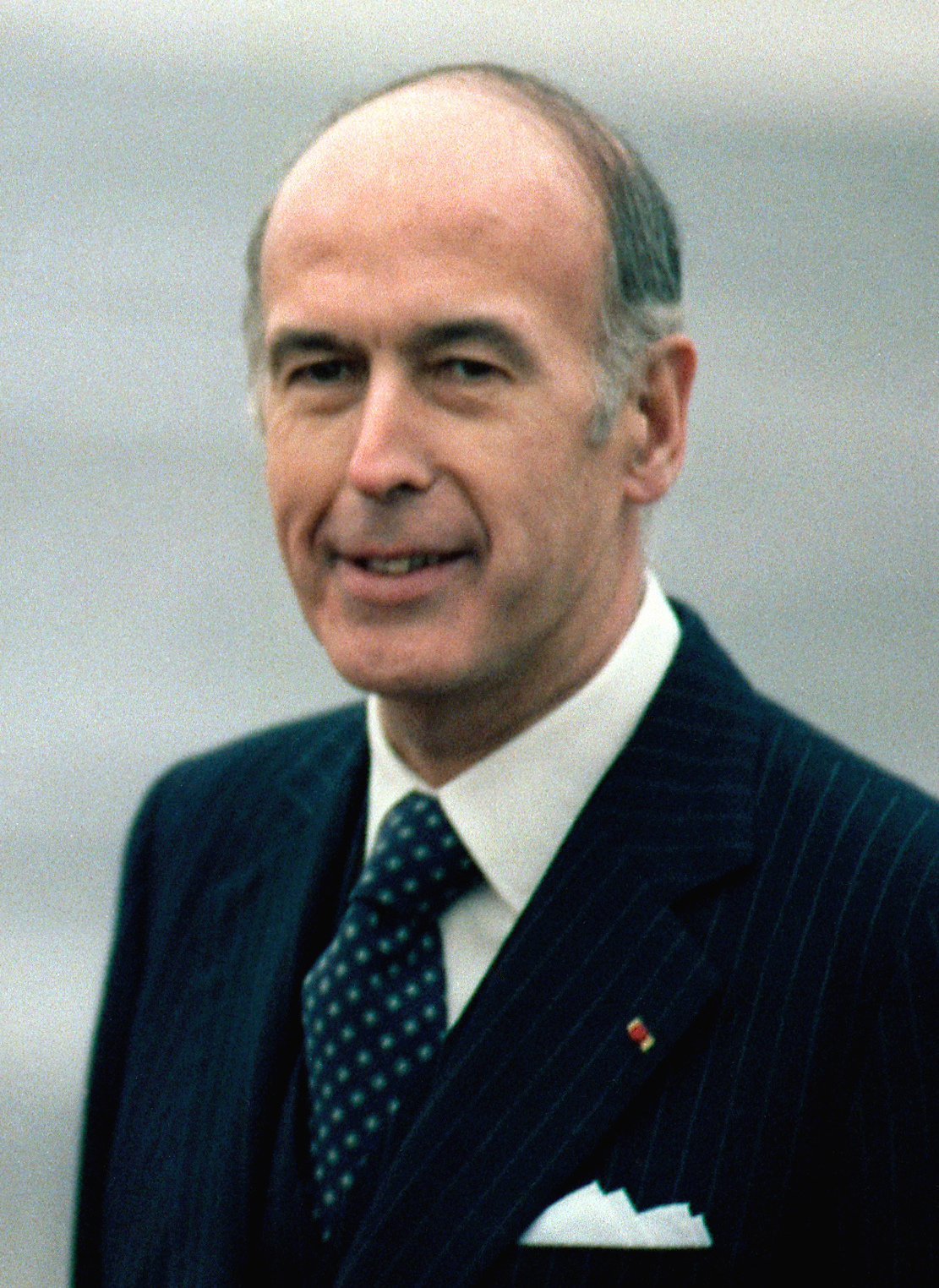
프랑스 발레리 지스카르 데스탱, 대통령
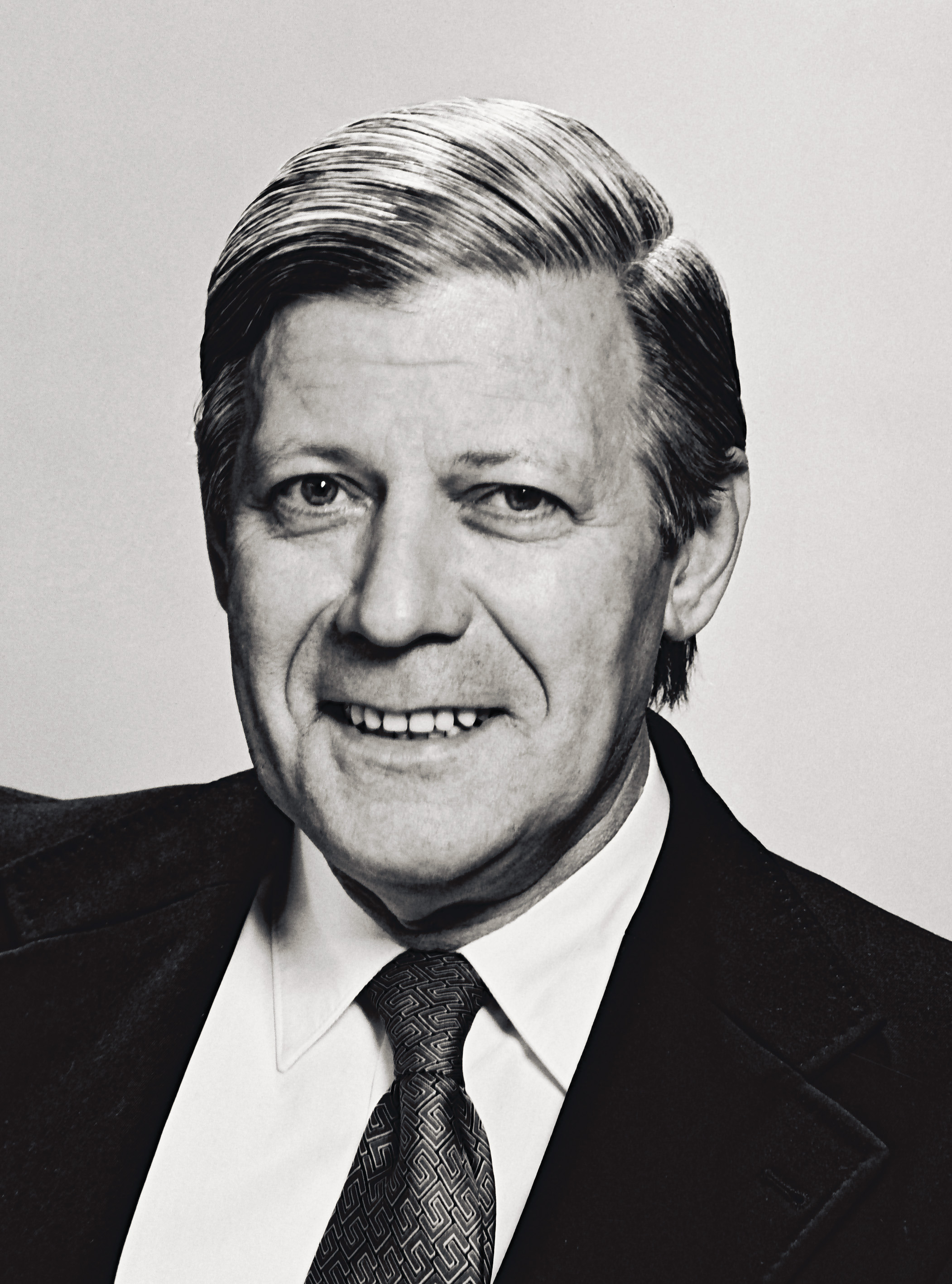
서독 헬무트 슈미트, 총리
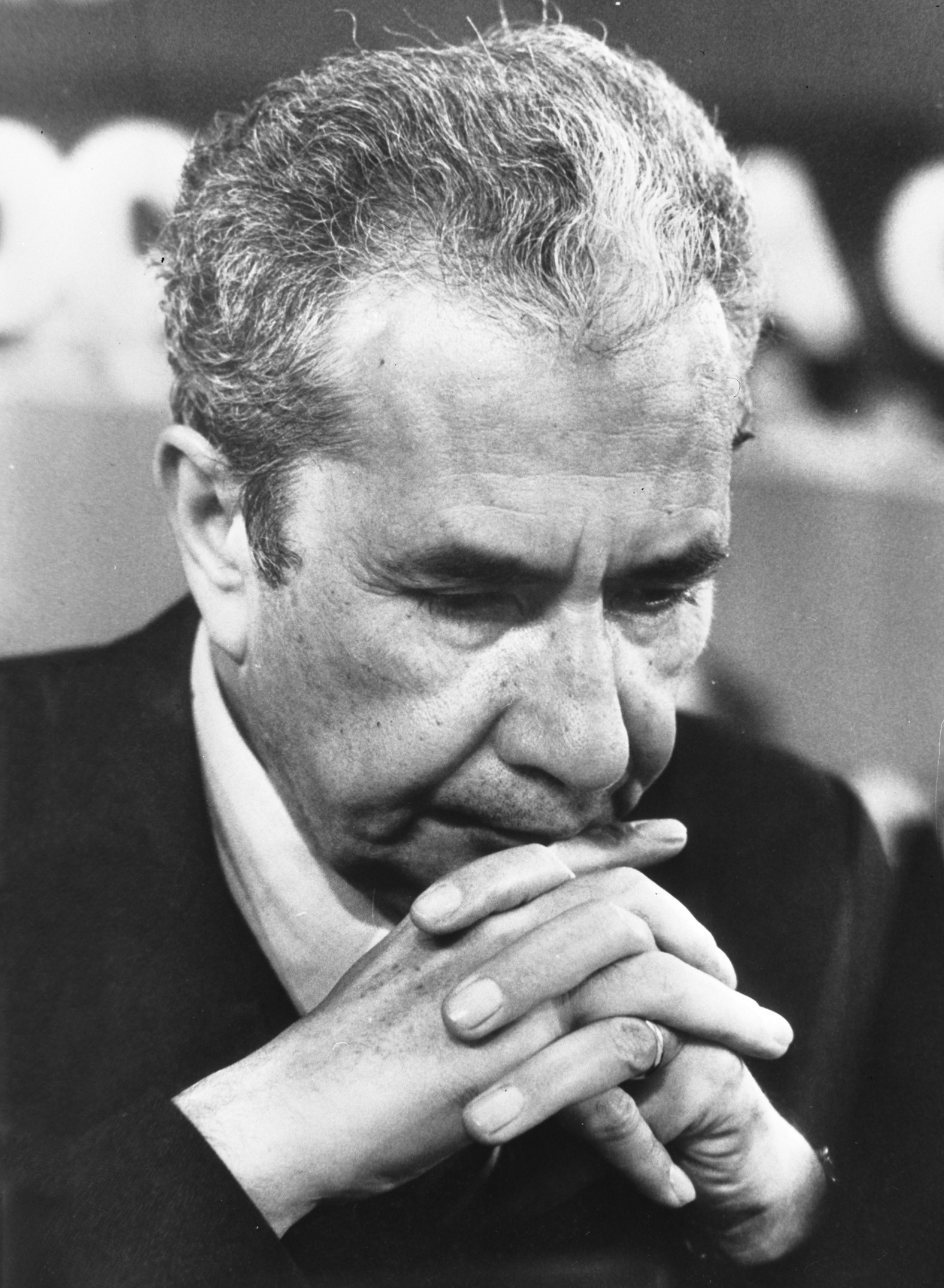
이탈리아 알도 모로, 총리
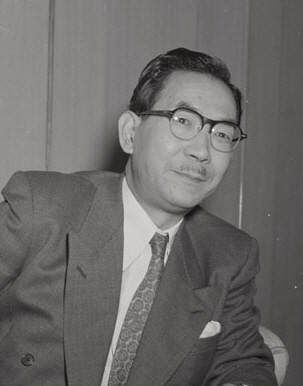
일본 미키 다케오, 내각총리대신
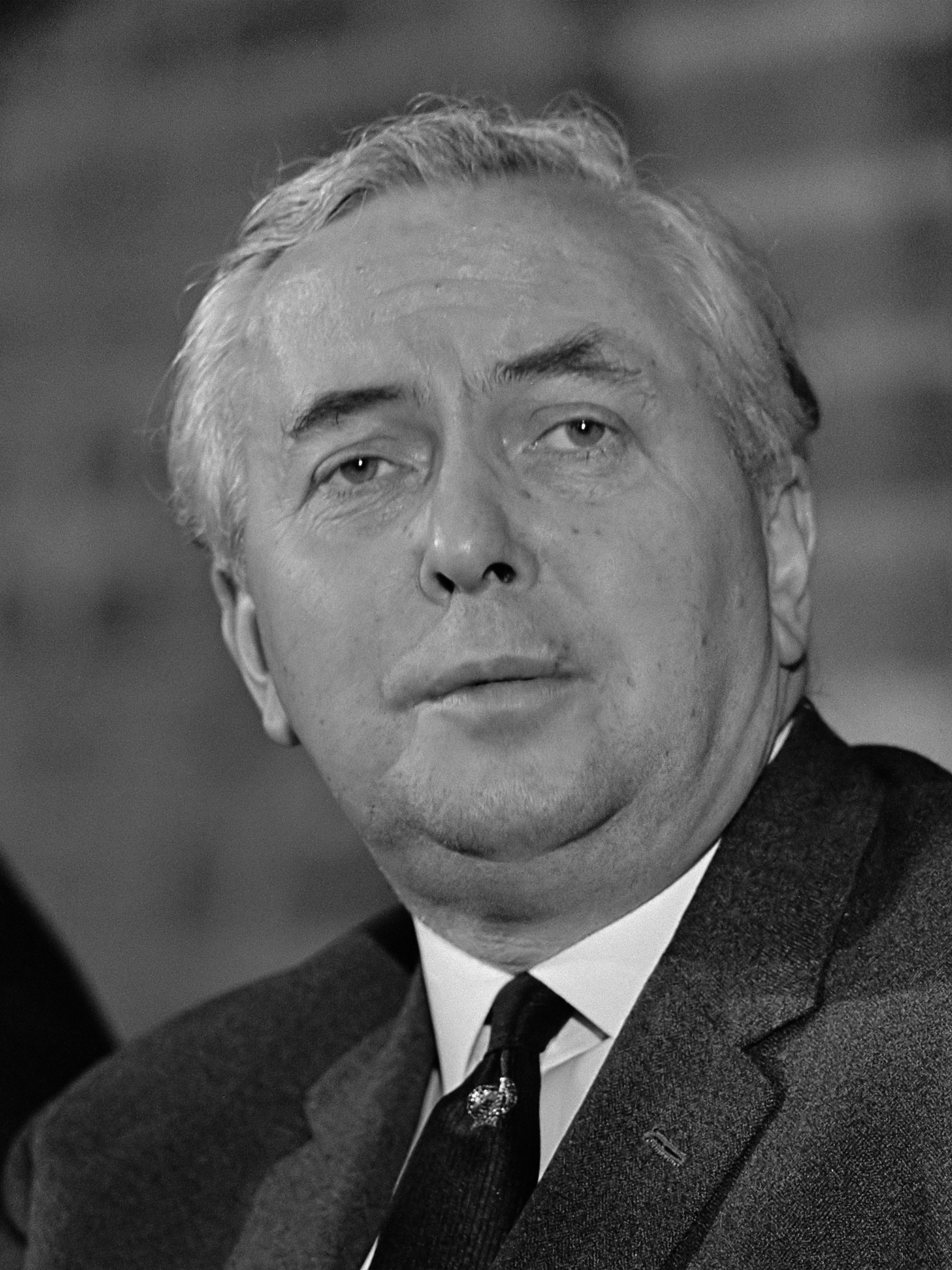
영국 해럴드 윌슨, 총리
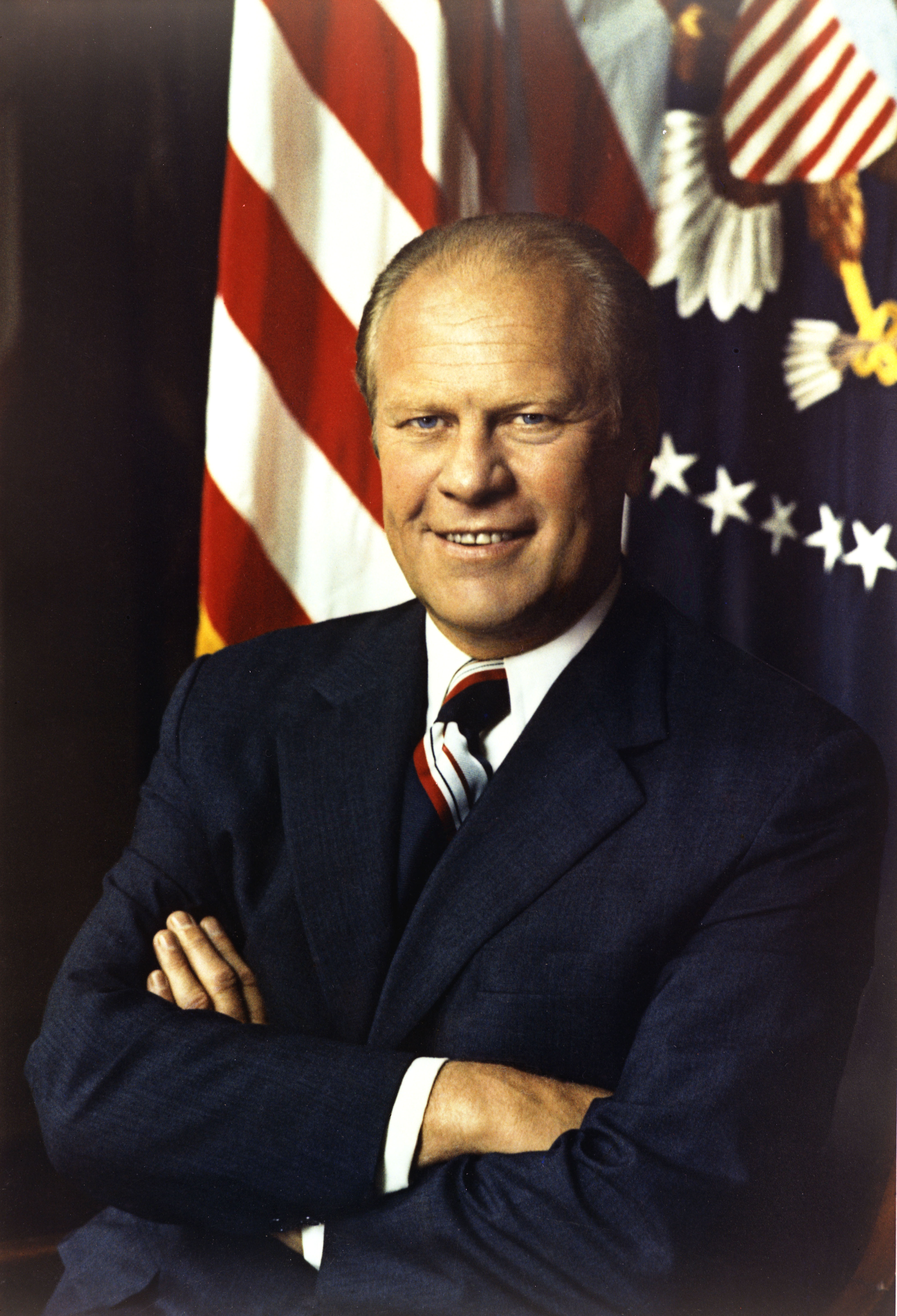
미국 제럴드 포드, 대통령

## 참고 문헌
- Bayne, Nicholas and Robert D. Putnam. (2000). Hanging in There: The G7 and G8 Summit in Maturity and Renewal. Aldershot, Hampshire, England: Ashgate Publishing. ISBN 978-0-7546-1185-1; OCLC 43186692( 보관됨 2012-11-10 - 웨이백 머신 2009-05-13)
- Reinalda, Bob and Bertjan Verbeek. (1998). Autonomous Policy Making by International Organizations. London: Routledge. ISBN 978-0-415-16486-3; ISBN 978-0-203-45085-7; OCLC 39013643